# 天主教新汉堡教区
天主教新漢堡教區（拉丁語：Dioecesis Novohamburgensis），是巴西一個天主教教區，位於東南部南大河州東部，包括十四個市。屬阿雷格里港總教區。
教區成立於1980年2月2日。2004年有教友721,338人，佔總人口75.0%。有四十四個堂區、司鐸121人。現任教區主教為柴諾·哈斯滕托伊費爾。